# Grenadinerna

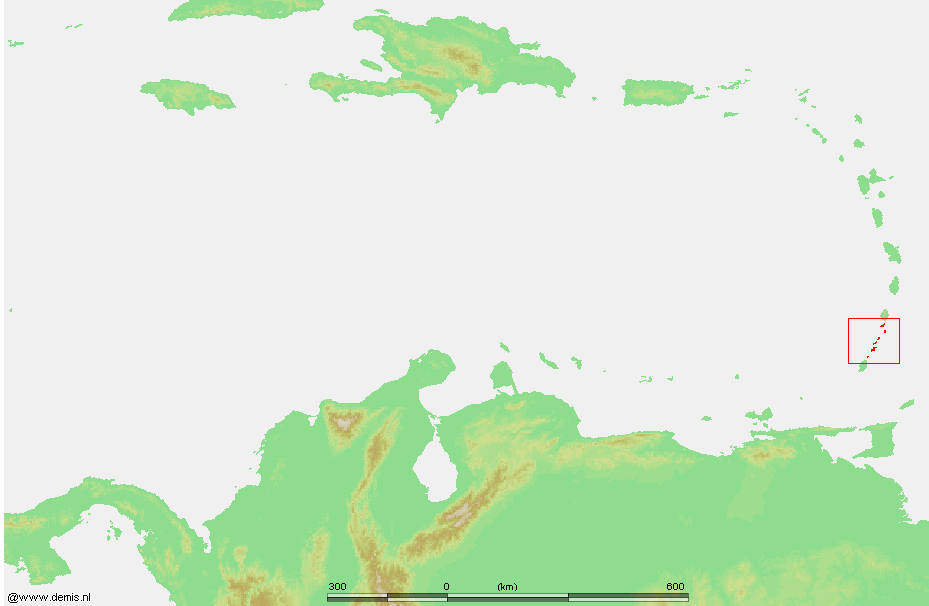
Lägeskarta över Grenadinerna

Karta över Grenadinerna

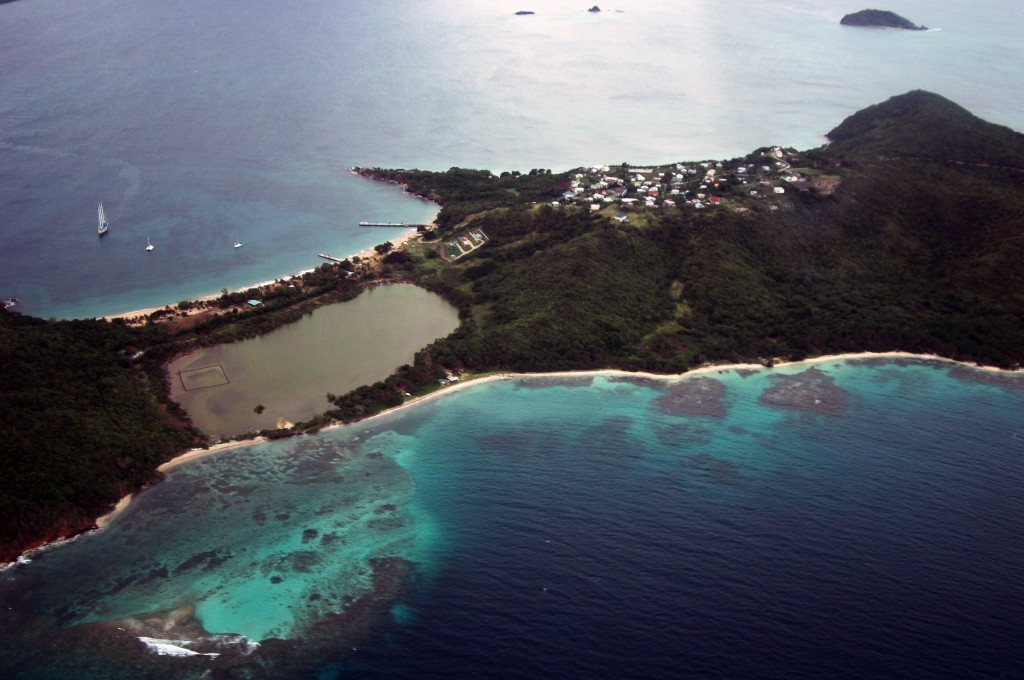
ön Mayreau Island

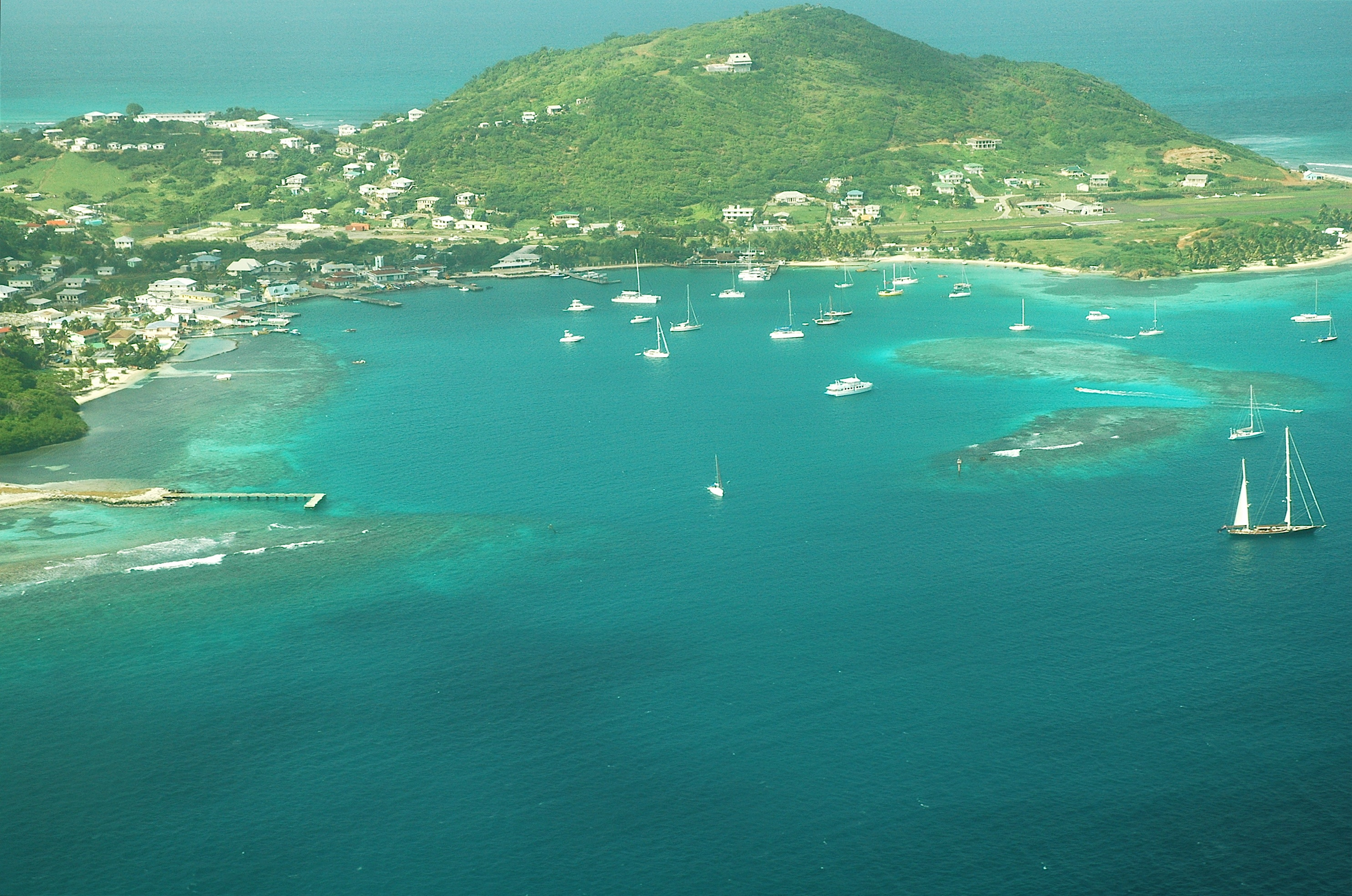
ön Union Island

Grenadinerna (engelska The Grenadines) är en ögrupp bland de södra Små Antillerna i Karibiska havet i Västindien. Ögruppens norra del tillhör Saint Vincent och Grenadinerna och den södra delen Grenada.

## Geografi
Grenadinerna sträcker sig cirka 120 km i en båge från ön Saint Vincent sydväst mot ön Grenada och cirka 25 procent av ögruppen tillhör Grenada. Ögruppen omfattar cirka 30 större öar med en sammanlagd landmassa om cirka 44  km². Dess geografiska mitt ligger kring ön Canouan Island med koordinaterna 12°42′57″N 61°19′52″V / 12.71583°N 61.33111°V.
Öarna från norr till söder.

### Saint Vincent och Grenadinerna
- Småöarna Young Island och Rock Fort strax söder om Saint Vincent

- Bequia, cirka 18,0 km², med småöarna
  - Petit Nevis Island
  - Quatre Island
  - Pigeon Island
  - Bettowia
  - Baliceaux

- Mustique, cirka 5,0 km², med småöarna
  - Petit Mustique
  - Savan Island
  - The Pillories

- Canouan Island, cirka 7,5 km², med småöarna
  - Dove Cay
  - Petit Canouan

- Tobago Cays, cirka 1,5 km² med småöarna
  - Petit Rameau
  - Baradal
  - Petit Bateau
  - Petit Tabac
  - Jamesby Island

- Mayreau Island, cirka 3,8 km²

- Union Island, cirka 5,5 km², med småön
  - Palm Island
  - Red Island
  - Frigate Island

- Petit Saint Vincent, cirka 0,46 km², med småöarna
  - Punaise
  - Morpion Island

### Grenada
- Petite Martinique, cirka 3,7 km²

- Carriacou Island, cirka 34,1 km², med småöarna
  - Saline Island
  - White Island
  - Fregate Island
  - Large Island
  - Mabouya
  - Sandy Island

- Ronde Island, cirka 8,1 km², med småöarna
  - Diamond Island
  - Les Tantes
  - Caille Island
  - London Bridge Island

- Småöarna Green Island, Sandy Island, Bird Island och Sugar Loaf norr om Grenada

## Historia
Öarna beboddes ursprungligen av Arawaker, vilka invandrade från Sydamerika. Dessa drevs bort av Kariber ca 700-1200 e.Kr. 
Christofer Columbus seglade förbi Grenada den 15 augusti 1498, under dennes tredje resa till Nya världen. Han döpte ön till Concepción. Grenada löd under Frankrike mellan åren 1650 till 1762 då området erövrades av England tills landet blev oberoende nation 1974.
St Vincent löd under England mellan åren 1627 till 1673 varefter det utropades till neutralt territorium efter ett fördrag mellan England och Frankrike. År 1762 invaderade England öarna igen tills landet blev oberoende nation 1979.
1997 utnämndes Tobago Cays till naturreservatet "Tobago Cays Marine Park".
2004 föreslogs Grenadinerna som kandidat (tentative) till Unescos världsarvslista.